# Cole Sibus
Cole Sibus (* 29. Mai 1998 in Kalifornien) ist ein US-amerikanischer Sportler und Schauspieler.

## Leben und Karriere
Sibus wurde mit Trisomie 21 in Kalifornien geboren. Mit acht Jahren nahm er im Tennisteam erstmals an den Special Olympics teil, außerdem drehte er schon in seiner Kindheit gemeinsam mit seiner Schwester Videos. Mit ihr betrieb er den YouTube-Kanal ColeAndLo.
Als Sportler nahm Sibus 2014 für das Schwimmteam von New Jersey an den Nationalen Special Olympics teil und gewann eine Goldmedaille.
Im Jahr 2017 war Sibus, in der, mit dem Emmy ausgezeichneten, Dokuserie Born This Way, die junge Erwachsene mit Trisomie 21 begleitet, erstmals professionell vor der Kamera tätig. 2018 hatte er seine erste Rolle als Schauspieler im Film Spare Room. 2019 spielte er in der ABC-Serie Stumptown die Rolle des Ansel Parios, den Bruder von Dex Parios, gespielt von Cobie Smulders.

## Filmografie
- 2018: Spare Room
- 2019–2020: Stumptown (Fernsehserie, 18 Folgen)
- 2023: A Thousand Tomorr (Miniserie)